# Tiukatjärnarna (Jokkmokks socken, Lappland, 739585-167179)
Tiukatjärnarna är en sjö i Jokkmokks kommun i Lappland och ingår i Luleälvens huvudavrinningsområde. Sjön har en area på 0,0855 kvadratkilometer och ligger 261 meter över havet.

## Delavrinningsområde
Tiukatjärnarna ingår i det delavrinningsområde (739579-167280) som SMHI kallar för Utloppet av Stor-Skabram. Medelhöjden är 280 meter över havet och ytan är 16,67 kvadratkilometer. Det finns ett avrinningsområde uppströms, och räknas det in blir den ackumulerade arean 32,89 kvadratkilometer. Talvatissjöbäcken som avvattnar avrinningsområdet har biflödesordning 3, vilket innebär att vattnet flödar genom totalt 3 vattendrag innan det når havet efter 180 kilometer. Avrinningsområdet består mestadels av skog (65 procent) och sankmarker (18 procent). Avrinningsområdet har 2,27 kvadratkilometer vattenytor vilket ger det en sjöprocent på 13,6 procent.